# Guinee-Bissaus voetbalelftal (mannen)
Het Guinee-Bissaus voetbalelftal is een team van voetballers dat Guinee-Bissau vertegenwoordigt bij internationale wedstrijden zoals de kwalificatiewedstrijden voor het WK en de Afrika Cup.
De Federação de Futebol da Guiné-Bissau werd in 1974 opgericht en is aangesloten de CAF en de FIFA (sinds 1986). Het voetbalelftal behaalde in juli-augustus 1994 met de 115e plaats de tot dan hoogste positie op de FIFA-wereldranglijst, in februari 2010 werd met de 195e plaats de laagste positie bereikt. Na de kwalificatie voor de CAF 2021 steeg de FIFA-ranking van het nationale elftal met 11 punten naar de positie 109.

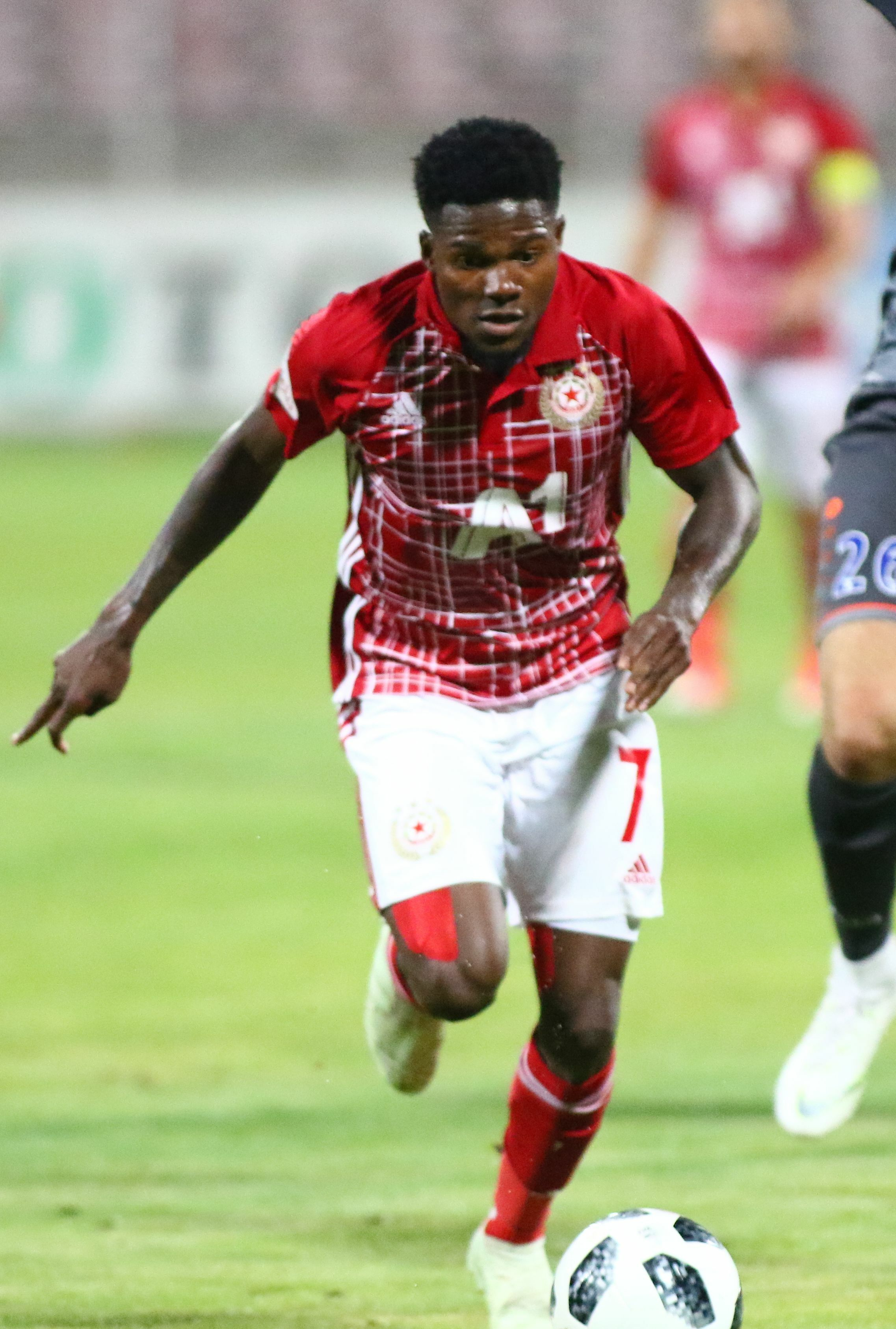
Jorginho

## Deelnames aan internationale toernooien

### Wereldkampioenschap voetbal
| Wereldkampioenschap voetbal overzicht | Wereldkampioenschap voetbal overzicht | Wereldkampioenschap voetbal overzicht | Wereldkampioenschap voetbal overzicht | Wereldkampioenschap voetbal overzicht | Wereldkampioenschap voetbal overzicht | Wereldkampioenschap voetbal overzicht | Wereldkampioenschap voetbal overzicht | Wereldkampioenschap voetbal overzicht |
| Jaar                                  | Ronde                                 | Wed.                                  | W                                     | G                                     | V                                     | DV                                    | DT                                    |                                       |
| ------------------------------------- | ------------------------------------- | ------------------------------------- | ------------------------------------- | ------------------------------------- | ------------------------------------- | ------------------------------------- | ------------------------------------- | ------------------------------------- |
| 1930–1994                             | Geen deelname                         | Geen deelname                         | Geen deelname                         | Geen deelname                         | Geen deelname                         | Geen deelname                         | Geen deelname                         | Geen deelname                         |
| 1998                                  | Niet gekwalificeerd                   | Niet gekwalificeerd                   | Niet gekwalificeerd                   | Niet gekwalificeerd                   | Niet gekwalificeerd                   | Niet gekwalificeerd                   | Niet gekwalificeerd                   | Niet gekwalificeerd                   |
| 2002                                  | Niet gekwalificeerd                   | Niet gekwalificeerd                   | Niet gekwalificeerd                   | Niet gekwalificeerd                   | Niet gekwalificeerd                   | Niet gekwalificeerd                   | Niet gekwalificeerd                   | Niet gekwalificeerd                   |
| 2006                                  | Niet gekwalificeerd                   | Niet gekwalificeerd                   | Niet gekwalificeerd                   | Niet gekwalificeerd                   | Niet gekwalificeerd                   | Niet gekwalificeerd                   | Niet gekwalificeerd                   | Niet gekwalificeerd                   |
| 2010                                  | Niet gekwalificeerd                   | Niet gekwalificeerd                   | Niet gekwalificeerd                   | Niet gekwalificeerd                   | Niet gekwalificeerd                   | Niet gekwalificeerd                   | Niet gekwalificeerd                   | Niet gekwalificeerd                   |
| 2014                                  | Niet gekwalificeerd                   | Niet gekwalificeerd                   | Niet gekwalificeerd                   | Niet gekwalificeerd                   | Niet gekwalificeerd                   | Niet gekwalificeerd                   | Niet gekwalificeerd                   | Niet gekwalificeerd                   |
| 2018                                  | Niet gekwalificeerd                   | Niet gekwalificeerd                   | Niet gekwalificeerd                   | Niet gekwalificeerd                   | Niet gekwalificeerd                   | Niet gekwalificeerd                   | Niet gekwalificeerd                   | Niet gekwalificeerd                   |
| 2022                                  | Niet gekwalificeerd                   | Niet gekwalificeerd                   | Niet gekwalificeerd                   | Niet gekwalificeerd                   | Niet gekwalificeerd                   | Niet gekwalificeerd                   | Niet gekwalificeerd                   | Niet gekwalificeerd                   |
| 2026                                  | kwalificatie                          | kwalificatie                          | kwalificatie                          | kwalificatie                          | kwalificatie                          | kwalificatie                          | kwalificatie                          | kwalificatie                          |

### Afrikaans kampioenschap
| Afrika Cup overzicht | Afrika Cup overzicht     | Afrika Cup overzicht     | Afrika Cup overzicht     | Afrika Cup overzicht     | Afrika Cup overzicht     | Afrika Cup overzicht     | Afrika Cup overzicht     | Afrika Cup overzicht     |
| Jaar                 | Ronde                    | Wed.                     | W                        | G                        | V                        | DV                       | DT                       | Kwal                     |
| -------------------- | ------------------------ | ------------------------ | ------------------------ | ------------------------ | ------------------------ | ------------------------ | ------------------------ | ------------------------ |
| 1957–1992            | Geen deelname            | Geen deelname            | Geen deelname            | Geen deelname            | Geen deelname            | Geen deelname            | Geen deelname            | Geen deelname            |
| 1994                 | Niet gekwalificeerd      | Niet gekwalificeerd      | Niet gekwalificeerd      | Niet gekwalificeerd      | Niet gekwalificeerd      | Niet gekwalificeerd      | Niet gekwalificeerd      | Niet gekwalificeerd      |
| 1996                 | Teruggetrokken           | Teruggetrokken           | Teruggetrokken           | Teruggetrokken           | Teruggetrokken           | Teruggetrokken           | Teruggetrokken           | Teruggetrokken           |
| 1998                 | Uitgesloten van deelname | Uitgesloten van deelname | Uitgesloten van deelname | Uitgesloten van deelname | Uitgesloten van deelname | Uitgesloten van deelname | Uitgesloten van deelname | Uitgesloten van deelname |
| 2000                 | Geen deelname            | Geen deelname            | Geen deelname            | Geen deelname            | Geen deelname            | Geen deelname            | Geen deelname            | Geen deelname            |
| 2002                 | Teruggetrokken           | Teruggetrokken           | Teruggetrokken           | Teruggetrokken           | Teruggetrokken           | Teruggetrokken           | Teruggetrokken           | Teruggetrokken           |
| 2004                 | Teruggetrokken           | Teruggetrokken           | Teruggetrokken           | Teruggetrokken           | Teruggetrokken           | Teruggetrokken           | Teruggetrokken           | Teruggetrokken           |
| 2006                 | Niet gekwalificeerd      | Niet gekwalificeerd      | Niet gekwalificeerd      | Niet gekwalificeerd      | Niet gekwalificeerd      | Niet gekwalificeerd      | Niet gekwalificeerd      | Niet gekwalificeerd      |
| 2008                 | Geen deelname            | Geen deelname            | Geen deelname            | Geen deelname            | Geen deelname            | Geen deelname            | Geen deelname            | Geen deelname            |
| 2010                 | Niet gekwalificeerd      | Niet gekwalificeerd      | Niet gekwalificeerd      | Niet gekwalificeerd      | Niet gekwalificeerd      | Niet gekwalificeerd      | Niet gekwalificeerd      | Niet gekwalificeerd      |
| 2012                 | Niet gekwalificeerd      | Niet gekwalificeerd      | Niet gekwalificeerd      | Niet gekwalificeerd      | Niet gekwalificeerd      | Niet gekwalificeerd      | Niet gekwalificeerd      | Niet gekwalificeerd      |
| 2013                 | Niet gekwalificeerd      | Niet gekwalificeerd      | Niet gekwalificeerd      | Niet gekwalificeerd      | Niet gekwalificeerd      | Niet gekwalificeerd      | Niet gekwalificeerd      | Niet gekwalificeerd      |
| 2015                 | Niet gekwalificeerd      | Niet gekwalificeerd      | Niet gekwalificeerd      | Niet gekwalificeerd      | Niet gekwalificeerd      | Niet gekwalificeerd      | Niet gekwalificeerd      | Niet gekwalificeerd      |
| 2017                 | Groepsfase               | 3                        | 0                        | 1                        | 2                        | 2                        | 5                        | (Kwal.)                  |
| 2019                 | Groepsfase               | 3                        | 0                        | 1                        | 2                        | 0                        | 4                        | (Kwal.)                  |
| 2021                 | Groepsfase               | 3                        | 0                        | 1                        | 2                        | 0                        | 3                        | (Kwal.)                  |
| 2023                 | Groepsfase               | 3                        | 0                        | 0                        | 3                        | 2                        | 7                        | (Kwal.)                  |
| 2025                 | Niet gekwalificeerd      | Niet gekwalificeerd      | Niet gekwalificeerd      | Niet gekwalificeerd      | Niet gekwalificeerd      | Niet gekwalificeerd      | Niet gekwalificeerd      | Niet gekwalificeerd      |

### African Championship of Nations
| African Championship of Nations overzicht | African Championship of Nations overzicht | African Championship of Nations overzicht | African Championship of Nations overzicht | African Championship of Nations overzicht | African Championship of Nations overzicht | African Championship of Nations overzicht | African Championship of Nations overzicht | African Championship of Nations overzicht |
| Jaar                                      | Ronde                                     | Wed.                                      | W                                         | G                                         | V                                         | DV                                        | DT                                        | Kwal                                      |
| ----------------------------------------- | ----------------------------------------- | ----------------------------------------- | ----------------------------------------- | ----------------------------------------- | ----------------------------------------- | ----------------------------------------- | ----------------------------------------- | ----------------------------------------- |
| 2009–2014                                 | Geen deelname                             | Geen deelname                             | Geen deelname                             | Geen deelname                             | Geen deelname                             | Geen deelname                             | Geen deelname                             | Geen deelname                             |
| 2016                                      | Niet gekwalificeerd                       | Niet gekwalificeerd                       | Niet gekwalificeerd                       | Niet gekwalificeerd                       | Niet gekwalificeerd                       | Niet gekwalificeerd                       | Niet gekwalificeerd                       | Niet gekwalificeerd                       |
| 2018                                      | Niet gekwalificeerd                       | Niet gekwalificeerd                       | Niet gekwalificeerd                       | Niet gekwalificeerd                       | Niet gekwalificeerd                       | Niet gekwalificeerd                       | Niet gekwalificeerd                       | Niet gekwalificeerd                       |
| 2020                                      | Niet gekwalificeerd                       | Niet gekwalificeerd                       | Niet gekwalificeerd                       | Niet gekwalificeerd                       | Niet gekwalificeerd                       | Niet gekwalificeerd                       | Niet gekwalificeerd                       | Niet gekwalificeerd                       |
| 2022                                      | Niet gekwalificeerd                       | Niet gekwalificeerd                       | Niet gekwalificeerd                       | Niet gekwalificeerd                       | Niet gekwalificeerd                       | Niet gekwalificeerd                       | Niet gekwalificeerd                       | Niet gekwalificeerd                       |

### WAFU Nations Cup
| WAFU Nations Cup overzicht | WAFU Nations Cup overzicht | WAFU Nations Cup overzicht | WAFU Nations Cup overzicht | WAFU Nations Cup overzicht | WAFU Nations Cup overzicht | WAFU Nations Cup overzicht | WAFU Nations Cup overzicht | WAFU Nations Cup overzicht |
| Jaar                       | Ronde                      | Wed.                       | W                          | G                          | V                          | DV                         | DT                         |                            |
| -------------------------- | -------------------------- | -------------------------- | -------------------------- | -------------------------- | -------------------------- | -------------------------- | -------------------------- | -------------------------- |
| 2010–2013                  | Geen deelname              | Geen deelname              | Geen deelname              | Geen deelname              | Geen deelname              | Geen deelname              | Geen deelname              | Geen deelname              |
| 2017                       | Eerste ronde               | 1                          | 0                          | 0                          | 1                          | 1                          | 2                          |                            |
| 2019                       | Verliezerscompetitie       | 0                          | 0                          | 0                          | 2                          | 1                          | 5                          |                            |

## Spelers in het nationale elftal (2022)
De trainer Baciro Candé van het nationale elftal riep de volgende spelers op voor de Afrika cup. 
| Doel                                                 |                        |        |
| Jonas Mendes                                         | Zonder club (jan 2022) | 2010   |
| Maurice Gomis                                        | Ayia Napa FC           | 2021   |
| Manuel Mama Samba Balde                              | Vizela                 | n.v.t. |
| Verdediging                                          |                        |        |
| Eulâlio Angelo Chipela Gomes (Nanu)                  | FC Porto               | 2019   |
| Fali Candé                                           | Portimonense           | 2021   |
| Jefferson Encada                                     | Vitória SC             | n.v.t. |
| Ladislau Leonel Ucha Alves                           | Marinhense             | 2017   |
| Opa Sangatte                                         | LB Chateauroux         | 2020   |
| Manconi Soriano Mané                                 | Moreirense             |        |
| Fernandy Mendy                                       | Alloa Athletic FC      | n.v.t. |
| Aurisio Saliu Fernandes Embaló Júnior (Simão Júnior) | Vilafranquence         | 2021   |
| Maudo Djaurjué                                       | ?                      | n.v.t. |
| Middenveld                                           |                        |        |
| Judilson Mamadu Tuncará Gomes                        | AS Monaco              | 2017   |
| Jorge Braima Candé Nougueira (Bura)                  | Farense                | 2019   |
| Alfa Semedo Esteves                                  | Vitoria Guimaraes      | n.v.t. |
| Jorge Braima Candé Nogueiras                         | Farense                | 2019   |
| João Lamine Jaqueté                                  | CD Tondela             | 2019   |
| Moreto Cassama                                       | Stade de Reims         | 2019   |
| Panutchi Pereira Camara                              | Plymouth Argyle        | n.v.t. |
| Aanval                                               |                        |        |
| Mama Samba Balde                                     | Troyes                 | 2019   |
| Piquete Djassi Brito e Silva                         | Al Shoalah             | 2015   |
| Jorge Barbosa Intima (Jorginho)                      | Wisla Plock            | 2019   |
| Mauro Rodrigues Teixeira                             | FC Sion                | 2021   |
| Steve Brahim Omar Ambri                              | FC Sochaux             | 2021   |
| Frédéric Mendy                                       | Vitoria Setubal        | 2016   |
| Joseph Mendes                                        | Chamois Niortais FC    | 2019   |

De 33e editie werd in Kameroen gehouden van 16 januari tot 7 februari 2022.

## FIFA-wereldranglijst[1]
| 1993 | 1994 | 1995 | 1996 | 1997 | 1998 | 1999 | 2000 | 2001 | 2002 | 2003 | 2004 | 2005 | 2006 |
| ---- | ---- | ---- | ---- | ---- | ---- | ---- | ---- | ---- | ---- | ---- | ---- | ---- | ---- |
| 131  | 122  | 118  | 133  | 148  | 165  | 173  | 177  | 174  | 159  | 186  | 190  | 186  | 191  |

| 2007 | 2008 | 2009 | 2010 | 2011 | 2012 | 2013 | 2014 | 2015 | 2016 | 2017 | 2018 | 2019 | 2020 | 2021 |
| ---- | ---- | ---- | ---- | ---- | ---- | ---- | ---- | ---- | ---- | ---- | ---- | ---- | ---- | ---- |
| 171  | 186  | 194  | 147  | 163  | 174  | 184  | 133  | 146  | 68   | 86   | 120  | 118  | 120  | 109  |

FFGB · 
Guinee-Bissaus vrouwenelftal
Interlands
Tegenstander:
Algerije ·
Angola ·
Benin ·
Botswana ·
Burkina Faso ·
Centraal-Afrikaanse Republiek ·
Congo-Brazzaville ·
Djibouti ·
Egypte ·
Equatoriaal-Guinea ·
Ethiopië ·
Gabon ·
Gambia ·
Ghana ·
Guinee ·
Ivoorkust ·
Kaapverdië ·
Kameroen ·
Kenia ·
Liberia ·
Mali ·
Marokko ·
Mauritanië ·
Mozambique ·
Namibië ·
Nigeria ·
Oeganda ·
Sao Tomé en Principe ·
Senegal ·
Sierra Leone ·
Soedan ·
Swaziland ·
Togo ·
Zambia ·
Zuid-Afrika